# Michael Stahl-David
Michael Stahl-David (* 28. října 1982 Chicago, Illinois) je americký herec.
S herectvím začal na počátku 21. století, kdy debutoval ve filmu New Port South (2001). O dva roky později se objevil ve snímku Strýček Nino. Roku 2007 působil v seriálu The Black Donnellys, v roce 2008 hrál hlavní roli ve filmu Monstrum. Následně hrál např. v seriálech Kings (2009), My Generation (2010), Lovci zločinců (2012) a Show Me a Hero (od 2015) a ve filmech, jako jsou Girls Against Boys (2012), Futurologický kongres (2013) či In Your Eyes (2014).